# Campo de Tarragona

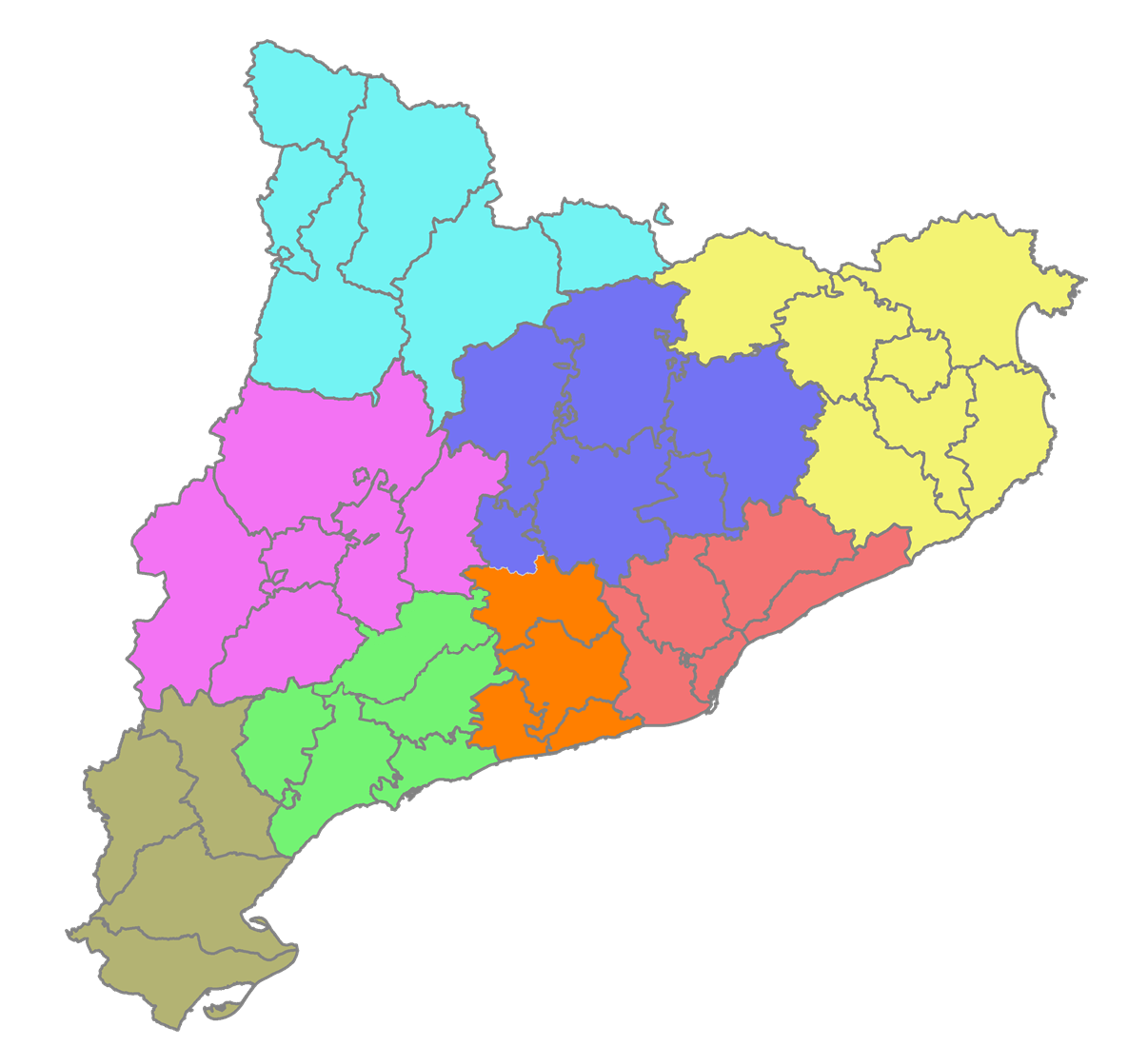
Ámbitos funcionales territoriales de Cataluña:
Ámbito metropolitano de Barcelona
Comarcas gerundenses
Campo de Tarragona
Tierras del Ebro
Poniente
Panadés
Comarcas centrales
Alto Pirineo y Arán

Campo de Tarragona (en catalán y oficialmente Camp de Tarragona) es uno de los ocho ámbitos funcionales territoriales (AFT) definidos en el Plan territorial general de Cataluña, creados para un hipotético desarrollo de la comunidad autónoma en veguerías, integrando las comarcas de Alto Campo, Bajo Campo, Cuenca de Barberá, El Priorato y Tarragonés. Tiene una superficie de 2703 km² y 555 957 habitantes. Hoy día es también el nombre del área metropolitana alrededor de Tarragona y Reus. 
Es una región natural e histórica del sur de Cataluña. La supracomarca o región histórica del Campo de Tarragona ya está documentada en 1315. La región es llana, rodeada por las montañas de la cordillera Prelitoral y el mar Mediterráneo, en contacto con el Panadés, la Cuenca de Barberá y las Tierras del Ebro. Sus principales ciudades son Tarragona, Reus y Valls. Los ríos principales son el Francolí y el Gayá.
La denominación es una pervivencia del latín territorium tarraconensis que en la época romana designaba el territorio bajo influencia directa de Tarraco y no de ninguna otra civitas. La región constituyó la veguería de Tarragona, y durante muchos años (1356-1715) la mayoría de sus términos y pueblos formaron parte de la comuna del Campo.
También es el nombre de la estación ferroviaria de alta velocidad que desde el 26 de diciembre de 2006 sirve a esas comarcas:
- Estación de Campo de Tarragona